# Vienna Blood – Der Schattengott
Vienna Blood – Der Schattengott (englischer Titel: The God of Shadows) ist ein britisch-österreichischer Fernsehfilm der Krimireihe Vienna Blood aus dem Jahr 2022 von Robert Dornhelm mit Matthew Beard als Arzt und Psychoanalytiker Max Liebermann und Juergen Maurer in der Rolle des Wiener Kriminalbeamten Oskar Rheinhardt. Das Drehbuch von Stephen Thompson basiert auf den von Frank Tallis erschaffenen Charakteren und Motiven. Die BBC-iPlayer-Premiere des Films war am 14. Dezember 2022, die Erstausstrahlung im Programm von ORF2 am 2. Jänner 2023. Im ZDF wurde diese Folge am 2. April 2023 gezeigt. Von Flimmit wurde die Folge am 26. Dezember 2022 veröffentlicht.

## Handlung
In ihrem achten gemeinsamen Fall untersuchen der Wiener Kriminalbeamte Oskar Rheinhardt und der Arzt und Psychoanalytiker Max Liebermann eine Reihe von Einbrüchen, die die Polizei vor ein Rätsel stellt. Eines der Opfer war ein ehemaliger Finanzminister, ein weiteres eine ebenfalls gut situierte Person in Hietzing. Allerdings zeigte der Dieb kein Interesse an vorhandenen Wertgegenständen.
Fräulein Lindner bittet Liebermann, Hauptmann Georg Steiner im Kierling-Haus, einem Heim für ehemalige Armee-Offiziere aufzusuchen und ihn neurologisch zu untersuchen. Der medizinische Leiter Dr. Wiesinger ist allerdings dagegen. Steiner war zuletzt während des Boxeraufstands in China im Einsatz und hatte Lindners Vater das Leben gerettet. Bald darauf ist Steiner tot, es wird ein Suizid angenommen. Steiner litt unter dem Wahn, dass ihn eine uralte Gottheit zum Tod verdammt hat. Bei der Obduktion finden sich etwa ein Monat alte Schnittwunden an Steiners Füßen, Max vermutet, dass er gefoltert und in den Selbstmord getrieben wurde. Rheinhardt befürchtet, dass noch weitere Heimbewohner gequält werden.
Von Unterleutnant Hammer, einem weiteren Heimbewohner, erfahren die Ermittler, dass Steiner gemeinsam mit einem Kameraden, einem Soldaten aus seinem Regiment, einen wertvollen Schatz mit einem Dampfer aus China nach Wien geschmuggelt hatte. Die beiden hatten den Schatz von einem chinesischen Kaufmann gestohlen, Steiners Kamerad hatte den Kaufmann anschließend getötet. In einem Lokal hatten sich die Soldaten, die in China gedient hatten, getroffen. Sie sprachen von einem Fluch, der in Zusammenhang mit dem Schatz stehen soll. Steiners Wahnvorstellungen begannen, als ihn sein Kamerad vor einem Monat besuchen kam. Er wurde gefoltert, bis er glaubte verflucht zu sein. Aus den Regimentsakten geht hervor, dass Steiner in China ein Jahr in Gefangenschaft war.
Rheinhardt vermutet, das Steiners Komplize der Einbrecher und auf der Suche nach dem geschmuggelten Schatz gewesen ist. Max lässt ein Imitat eines Lack-Schränkchens mit chinesischer Lackkunst anfertigen, in dem der Schatz aufbewahrt wurde, um dieses bei einer Auktion zu versteigern. Clara Weiss schreibt über berühmte Künstler, sie soll für Max über die Auktion in der Zeitung berichten, damit der Einbrecher davon erfährt. Mendel Liebermann soll das Imitat ersteigern, Max erwartet, dass in der Folge bei der Familie Liebermann eingebrochen wird, was auch tatsächlich passiert. Der Einbrecher kann jedoch unerkannt entkommen. Bei dessen Verfolgung findet man den ermordeten Pfleger Johann.
Oskar findet heraus, dass sich der Pfleger Johann als Gottheit verkleidet hatte, damit Steiner ihm den Ort des Schatzes verrät. In einem Geheimraum neben Steiners Zimmer wird die Maske gefunden. Schwester Scholz wusste darüber Bescheid, dass Johann Steiner gefoltert hatte, sie behauptet allerdings, dass sie ihn davon abbringen wollte. Sie hatte Steiners Kameraden gesehen. Rheinhardt sucht das Lokal Pflaumenblüte auf, von dem Hammer gesprochen hatte, und trifft dort auf die Wirtin Xiuying, die Max bereits im Auktionshaus gesehen hatte. Sie verkauft den Soldaten dort neben Alkohol auch Opium, liefert den Ermittlern jedoch keine neuen Erkenntnisse.
Lindner findet aus den Akten heraus, dass es sich bei Steiners Kameraden um Leutnant Franz Ebner handeln dürfte. Ebner wurde in Peking vor ein Kriegsgericht gestellt, weil er einen Händler ermordet hatte, Steiner wurde wegen Beihilfe verhaftet. Bald darauf wird Schwester Scholz ermordet aufgefunden, die Ermittler vermuten, dass sie wusste, wo sich der Schatz befindet.
Schwester Aigner findet bei der Ermordeten eine Liste von Schränkchen, bei dem letzten Eintrag auf der Liste treffen Max und Oskar auf Leutnant Ebner, der in einem Lack-Schränkchen Diamanten findet und vom Besitzer der Wohnung angeschossen wird. Nach einer Verfolgungsjagd finden sie Ebner tot auf. Xiuying behauptet, dass Ebner ins Wasser gestützt sei, und sie ihm nicht mehr habe helfen können. Tatsächlich wurde Ebner von Xiuying erstochen, die Diamanten nahm sie an sich. In der Zeitung erscheint Claras Artikel über Das Geheimnis der Pflaumenblüte.

## Produktion und Hintergrund
Die Dreharbeiten zur dritten Staffel, bestehend aus drei Folgen, fanden vom 21. März bis zum 24. Juni 2022 in Wien und Budapest statt. Produziert wurde die Serie von der österreichischen MR Film und der britischen Endor Productions, an der die Red Arrow Studios beteiligt sind. Unterstützt wurde die Produktion vom Filmfonds Wien, dem Fernsehfonds Austria und dem National Filmoffice Hungary, beteiligt waren der Österreichische Rundfunk und das ZDF.
Die Kamera führten Ádám Fillenz und Máté Herbai, die Montage verantwortete Klaus Hundsbichler. Für das Maskenbild zeichnete Michaela Payer verantwortlich, für das Kostümbild Thomas Oláh und für das Szenenbild Péter Horgas und Viktória Horváth. Das Drehbuch schrieb der Engländer Stephen Thompson, der auch für drei Folgen der englischen Fernsehserie Sherlock die Drehbücher verfasst hat. Gedreht wurde auf Englisch, die deutschsprachigen Schauspieler synchronisierten sich für die deutschsprachige Fassung selbst.

## Rezeption
Die Folge Der Schattengott wurde bei Erstausstrahlung im Jänner 2023 im ORF von bis zu 845.000 und durchschnittlich 758.000 Zusehern verfolgt, der Marktanteil betrug 26 Prozent.
Oliver Armknecht bewertete diese Episode auf film-rezensionen.de mit sieben von zehn Punkten, nach dem eher spannungsarmen Vorgänger sei diese Folge wieder ein gelungener Teil der Krimireihe. Neben den üblichen Qualitäten wie der Optik und der Besetzung gebe es auch einen spannenden Fall.